# Michael S. Dahl
Michael Slavensky Dahl (født 1974) er professor i strategi og organisation ved Aalborg University Business School. Hans forskningsområde er organisationer, iværksætteri og økonomisk geografi, karriereveje, ulighed mellem kønnene og mental sundhed.

## Uddannelse og karriere
Michael S. Dahl er uddannet bachelor i økonomi i 1997 og kandidat i industriel økonomi i 1999 ved Aalborg Universitet. I 2004 modtager han sin Ph.d. i innovation, viden og økonomisk dynamik.
Herefter bliver han ansat ved Aalborg Universitet, hvor han blev professor i 2010. I 2015 skiftede han til Aarhus Universitet, hvor han var professor og viceinstitutleder indtil 2020, hvor han kom tilbage til Aalborg Universitet. Fra 2021 er han også professor II ved Norwegian School of Economics. Han har desuden været gæsteforsker rundt omkring i verden.
På Aalborg Universitet er Michael S. Dahl leder af forskergrupper Strategy, Organization and Management. Siden 2013 har han været redaktør for Industrial and Corporate Change. Han er bestyrelsesformand for Spar Nord Fondens bestyrelse og medlem af andre bestyrelser, eksempelvis bestyrelsen for den uafhængige tænketank EQUALIS.
Tidligere var han medlem af Det Frie Forskningsråd Samfund og Erhverv fra 2013 til 2018. Desuden har han optrådt i medierne i forskellige præsentationer af sin forskning.
I 2023 blev han udnævnt til Ridder af Dannebrogsordenen af Dronning Margrethe 2. af Danmark.

## Priser
Michael S. Dahl har vundet en række priser igennem sin karriere:
- 2020: Responsible Research in Management Award (med Lamar Pierce)[11]
- 2018: Distinguished Paper Award, Academy of Management (med Lamar Pierce)[12]
- 2017: Schulze Publication Award (med Olav Sorenson)[13]
- 2016: Jorck Foundation Research Award (27,000 EUR)[14]
- 2015: Academy of Management Best Paper Proceedings (med Mirjam van Praag and Peter Thompson)
- 2011: Best Paper, European Meeting of Applied Evolutionary Economics (med Pernille Gjerløv-Juel)
- 2009: Best Paper Award, European Management Review (med Olav Sorenson)
- 2006: Tietgen Gold Medal Research Award (13,500 EUR)
- 2005: Spar Nord Foundation Research Award (34,000 EUR)
- 2001: Tuborg Foundation Business Research Award (20,000 EUR)

## Publikationer
Michael S. Dahl har udgivet en del peer-reviewed artikler i internationale tidsskrifter og bogkapitler. Derudover udgav han bogen: Jagten på fremtidens nye vækstvirksomheder (med Pernille G. Jensen and Kristian Nielsen) på Djøf Forlag i 2009.

### Udvalgte artikler i internationale tidsskrifter
- Olav Sorenson, Michael S. Dahl, Rodrigo Canales and M. Diane Burton (2021), Do startup employees earn more in the long-run?, Organization Science, 32(3) 527-604.
- Olav Sorenson and Michael S. Dahl (2016), Geography, Joint Choices and the Reproduction of Gender Inequality, American Sociological Review, 81(5), 900-920
- Michael S. Dahl, Cristian Deszo and David Gaddis Ross (2012), Fatherhood and Managerial Style: How a Male CEO’s Children Affect the Wages of His Employees, Administrative Science Quarterly 57(4), 669-693.
- Michael S. Dahl and Olav Sorenson (2012), Home Sweet Home: Entrepreneurs’ Location Choices and the Performance of Their Ventures, Management Science 58(6), 1059-1071. ISSN 0025-1909.
- Michael S. Dahl (2011), Organizational Change and Employee Stress, Management Science 53(2), 240-256.